# Говорув
Говорув (пол. Goworów, нім. Lauterbach) — село в Польщі, у гміні Мендзилесе Клодзького повіту Нижньосілезького воєводства.
Населення — 398 осіб (2011).
У 1975-1998 роках село належало до Валбжиського воєводства.

## Демографія
Демографічна структура станом на 31 березня 2011 року:
|          | Загалом | Допрацездатний вік | Працездатний вік | Постпрацездатний вік |
| -------- | ------- | ------------------ | ---------------- | -------------------- |
| Чоловіки | 196     | 40                 | 148              | 8                    |
| Жінки    | 202     | 29                 | 125              | 48                   |
| Разом    | 398     | 69                 | 273              | 56                   |